# Radawa
Radawa – wieś w Polsce położona w województwie podkarpackim, w powiecie jarosławskim, w gminie Wiązownica.
Wieś należąca do miasta Jarosławia położona była na przełomie XVI i XVII wieku w powiecie przemyskim ziemi przemyskiej województwa ruskiego. W latach 1934–1954 roku istniała gmina Radawa.
Radawa to miejscowość wypoczynkowa w województwie podkarpackim, bajecznie położona w świerkowych i sosnowych lasach. Panujący swoisty mikroklimat, przepływająca rzeka Lubaczówka oraz zalew rzeczny z ośrodkiem rekreacyjnym tworzą dogodne warunki wypoczynkowe. Radawa jest odwiedzana przez liczne rzesze turystów, kuracjuszy, wczasowiczów, a przede wszystkim mieszkańców pobliskiego Jarosławia jak i innych okolicznych miast, z których wielu posiada w Radawie domki letniskowe.
| SIMC    | Nazwa               | Rodzaj     |
| ------- | ------------------- | ---------- |
| 0612594 | Baty                | część wsi  |
| 0612677 | Cienkie             | przysiółek |
| 0612602 | Galuchy             | część wsi  |
| 0612683 | Hule                | przysiółek |
| 0612690 | Ignasze             | przysiółek |
| 0612619 | Koguty              | część wsi  |
| 0612625 | Kubachy             | część wsi  |
| 0612631 | Kudryki w Lesie     | część wsi  |
| 0612648 | Kudryki za Potokiem | część wsi  |
| 0612654 | Sidory              | część wsi  |
| 0612660 | Skibiaki            | część wsi  |

## Historia
Radawa wymieniana była w dokumencie królowej Jadwigi z 1387 r. w sprawie nadania miejscowości na rzecz Jana z Tarnowa. Dawniej nosiła nazwę Rudawa, ponieważ była ośrodkiem produkcji żelaza, które wytapiano już w średniowieczu z miejscowej rudy darniowej. Miejscowa kuźnica wymieniana była w XVII w. jako „oficina metallica”.
Radawa jest wzmiankowana w regestrach poborowych, które zapisali poborcy podatkowi ziemi przemyskiej, w 1515 i 1589 roku.
W XVI w. Anna Alojza Chodkiewicz, żona hetmana Karola Chodkiewicza, darowała wieś zakonowi Jezuitów w Jarosławiu. Spory z nimi toczyła rodzina Lubomirskich o włączenie Radawy, jak też pobliskiej Cetuli, do swoich włości. Tędy przeszły w 1657 roku wojska Jerzego Rakoczego. Po likwidacji klasztoru zakonu Jezuitów w 1777 roku, Radawę nabył hr. Wilhelm Siemieński, która pozostała własnością tej rodziny do 1914 roku, a potem nabyli ją Czartoryscy z Pełkiń. Przez Radawę w 1809 roku przechodziły oddziały napoleońskie. W 1624 roku Radawa była zniszczona przez najazd Tatarów. W 1674 roku Radawa z Cetulą posiadały 52 domy.
W 1898 roku wybrano zwierzchność gminną, której naczelnikiem został Aleksy Buszko.
Wieś znacznie ucierpiała podczas walk nad Lubaczówką w lecie 1915 roku. Pamiątką po tych wydarzeniach jest kwatera żołnierska na miejscowym cmentarzu. 
W II Rzeczypospolitej wieś w powiecie jarosławskim województwa lwowskiego. W latach 1942–1946 nacjonaliści ukraińscy z OUN-UPA zamordowali tutaj 34 Polaków i 14 ukrywających się Żydów. Zabili też 3 żołnierzy z 9 Dywizji Piechoty. W czasie walk z UPA Radawa doznała wielu zniszczeń. 
W latach 1954-1972 wieś była siedzibą gromady Radawa. W latach 1975–1998 miejscowość administracyjnie należała do województwa przemyskiego.

## Kościół
Cerkiew Greckokatolicka
Cerkiew w Radawie powstała na jakiś czas przed 1515 rokiem. W późniejszym czasie parochia została zlikwidowana, a cerkiew stała się filią parochii w Cetuli. Ostatnia cerkiew drewniana pw. św. Michała Archanioła, została zbudowana w 1860 roku. Po wysiedleniu grekokatolików, cerkiew w latach 1948–1949 została rozebrana.
Kościół Rzymskokatolicki
W 1594 roku została poświęcona drewniana kaplica, w której duszpasterstwo misyjne objęli Jezuici z Jarosławia. Prawdopodobnie w latach 1593–1594 przybył do Radawy ks. Piotr Skarga, wówczas chwilowo przebywający w Jarosławiu. Po kasacie Jezuitów, przez rząd austriacki, kaplicę przejęli Franciszkanie-Reformaci z Jarosławia i została powołana parafia Radawa. Podczas I wojny światowej w 18/19 maja 1915 roku kościół i Radawa podczas przebiegu frontu zostały spalone. Nowy kościół zbudowano w 1927 roku.

## Oświata
Początki szkolnictwa w Radawie są datowane na pocz. XIX wieku, gdy powstała szkoła parafialna, a jej pierwszymi nauczycielami według Schematyzmów Diecezji Przemyskiej byli: ks. Fruktousos Bochenkiewicz (1824-1830) i ks. Ignacy Zieliński (1830–1932), następnie w latach 1832–1840 posada nauczycielska była nieobsadzona (vacat).
Przydatnym źródłem archiwalnym do poznawania historii szkolnictwa w Galicji, są austriackie Szematyzmach Galicji i Lodomerii, które podają wykaz szkół ludowych, wraz z nazwiskami ich nauczycielami. W latach 1871–1873 była to szkoła trywialna, a w latach 1873–1874 parafialna (posada nauczycielska nieobsadzona). W latach 1874–1892 była to szkoła filialna, a od 1892 roku szkoła 1-klasowa. Szkoły wiejskie były tylko męskie, a od 1890 roku były to szkoły mieszane (koedukacyjne). Od 1911 roku szkoła posiadała nauczycieli pomocniczych, którymi byli: Helena Markowicz (1911–1912) i Leontyna Dublanica (1912–1914?).
Kierownicy szkoły.
1875–1879. Leon Lewicki.
1879–1887. Antonina Zawadzka.
1887–1888. Antoni Gryziecki.
1888–1890. Józef Osada.
1890–1891. Tytus Teodosiewicz.
1891–1892. Stanisława Sym.
1892–1893. Aniela Sym.
1893–1894. posada opróżniona.
1894–1896. Józef Osada.
1896–1902. Franciszek Kawalec.
1902–1904. Jan Jakubiec.
1904–1905. posada opróżniona.
1905–1906. Florian Maczuga.
1906–1907. Kazimierz Dziurkiewicz.
1907–1914(?). Bronisława Horodecka.